# Monasterio de las Huelgas Reales (Valladolid)
El monasterio de las Huelgas Reales o de Santa María la Real de las Huelgas es un monasterio femenino de la Orden del Císter situado en Valladolid (España). 
Su fundación hacia 1300 corresponde a una época en la que se comenzaba a levantar la segunda muralla de la ciudad, hecho indicativo de una situación social revuelta. 

## Historia

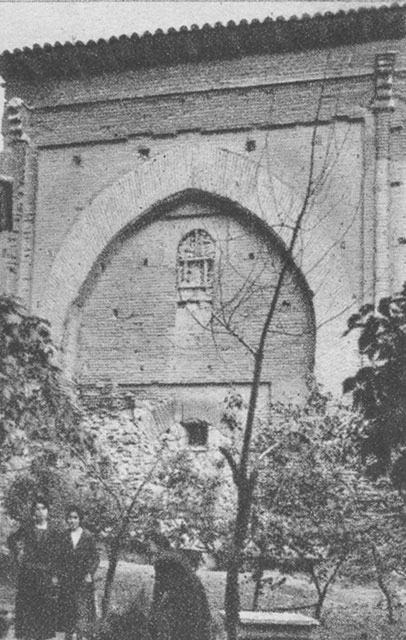
Imagen antigua del arco mudéjar

La reina María de Molina, que durante las regencias de Fernando IV y Alfonso XI se apoyaba en el Concejo de Valladolid frente a la nobleza, fue quien hizo donación de su propio palacio situado extramuros para la construcción de un monasterio cisterciense, en el año 1282. Este gesto debe interpretarse como una emulación al de Leonor de Plantagenet, esposa de Alfonso VIII, que había patrocinado la fundación de Las Huelgas Reales de Burgos. El monasterio vallisoletano estaba en funcionamiento poco antes de la muerte de su fundadora (1320). A los pocos años fue incendiado por las tropas de Alfonso XI durante la represión de la sublevación de la ciudad (1328). Sólo se salvaron la sala capitular y una estancia principal (calificada de "palacio"), además de la fachada, que resultó con graves daños.
Nada queda del templo inicial, siendo lo más antiguo el sepulcro de María de Molina, del siglo XV, y una puerta de fortificación construida en ladrillo, de estilo mudéjar, con arco de herradura ojival, que por su tipología se supone que perteneció al primitivo Palacio de María de Molina. Hay noticias de que esta puerta, durante los siglos XV y XVI desempeñó la función de campanario de la vecina iglesia de la Magdalena. Es el único resto de arquitectura mudéjar que queda en la ciudad.

## La iglesia
La iglesia actual fue construida con piedra, ladrillo y tapial entre 1579 y 1599 por Juan Ribero de Rada, Juan de Nates y Mateo de Elorriaga. Es un ejemplo del purismo arquitectónico del renacimiento español. Tiene una sola nave de tres tramos, cubierta con bóveda de cañón con lunetos; y un crucero cubierto con cúpula baída. Entre los contrafuertes se disponen capillas cubiertas con cúpulas, todas adornadas con yeserías planas. La iluminación se efectúa mediante óculos en las capillas laterales y con huecos termales en la nave. El coro bajo se dispone a los pies, abriéndose a la iglesia mediante un gran arco protegido con rejería. En el centro del crucero se instaló el sepulcro de doña María de Molina, que data originalmente de 1410-1440 y fue reformado en el 1600.
El retablo mayor fue trazado por Francisco de Praves, siendo las esculturas y relieves de Gregorio Fernández, que trabajó en ellas hacia 1613; y las pinturas, también estimables, de Tomás de Prado. Se organiza en dos cuerpos y ático y cinco calles, separadas por columnas corintias. En la calle central se disponen la escena de Cristo desclavándose de la cruz para abrazar a San Bernardo y, sobre ella, la Asunción de María. En el ático, se encuentra el Calvario. Las rejas de las distintas capillas son obra de Juan del Barco. En el coro bajo, se guarda un Cristo de Juan de Juni. En el crucero, al lado del Evangelio, se encuentra un órgano barroco construido en Valladolid por Juan Casado Valdivieso en 1706, originalmente colocado en el coro.

Interior de la iglesia
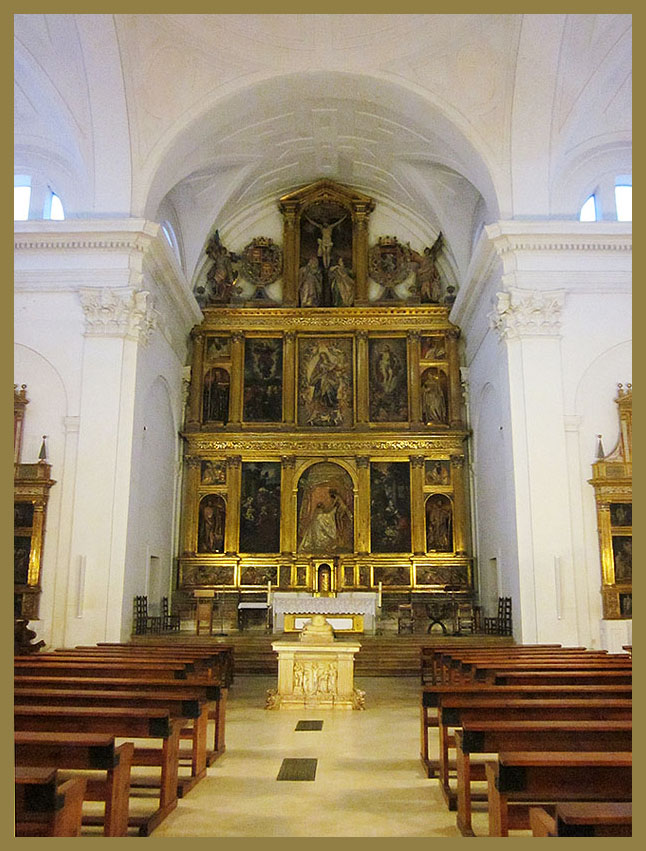
Retablo Mayor de la iglesia
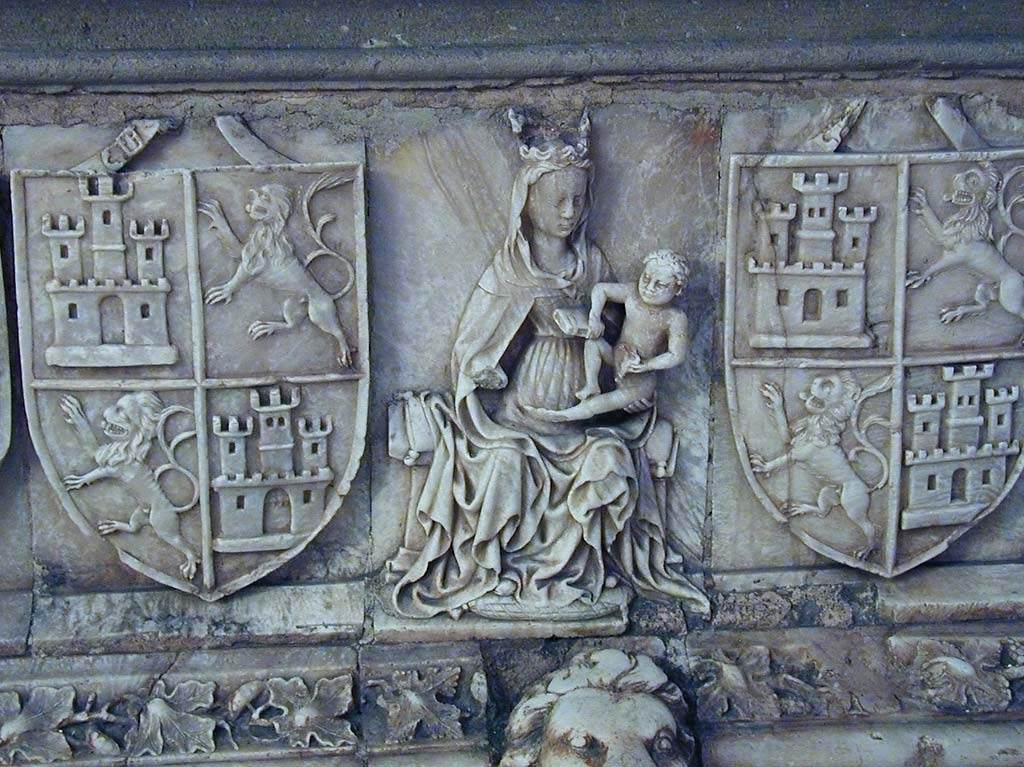
Detalle del sepulcro de María de Molina
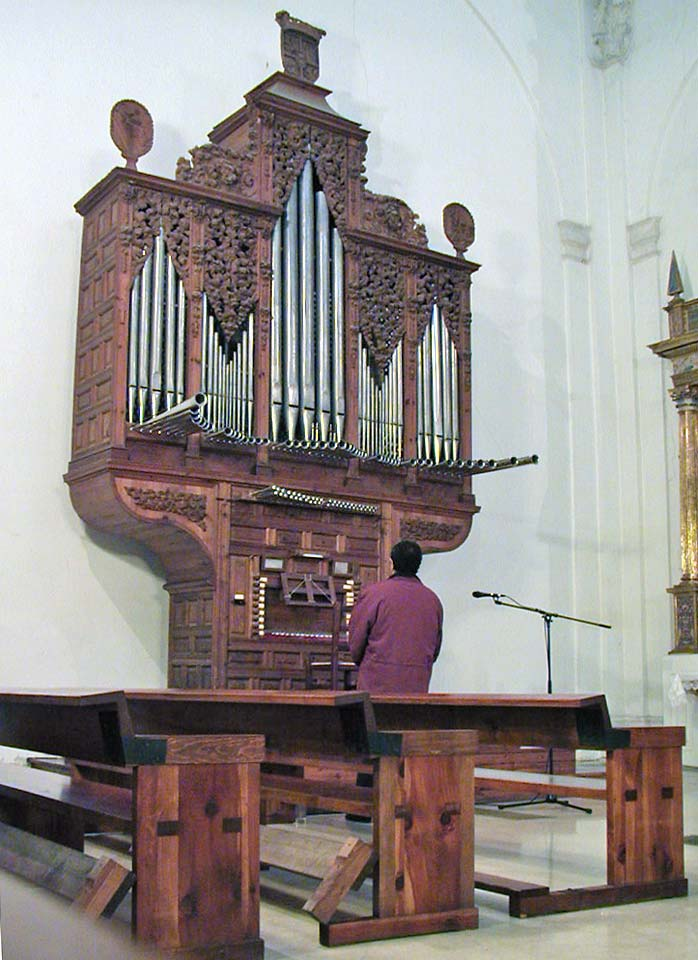
Órgano de Juan Casado Valdivielso

La construcción del claustro, bajo la dirección de Francisco de Praves, se inició en 1622, junto con los dormitorios de las monjas. Es muy sobrio, de planta cuadrada y con dos pisos, el bajo de piedra, con grandes arcos de medio punto sobre severas pilastras toscanas, y el segundo de ladrillo, con ventanas adinteladas. Existió un segundo claustro de similares características, parcialmente demolido en los años 1970, cuando el edificio fue sometido a una masiva reforma arquitectónica en la que se perdió también la interesante sala capitular del siglo XVI.